# Gobius bontii
Gobius bontii  es una especie de pez de la familia de los Gobiidae en el orden de los Perciformes.

## Morfología
Los machos pueden llegar a alcanzar los 7,2 cm de longitud total.

## Hábitat
Es un pez de clima tropical y demersal

## Distribución geográfica
Se encuentra desde Bazaruto (Mozambique) hasta la India y el oeste del Pacífico de clima tropical. 

## Observaciones
Es inofensivo para los humanos. 